# Abrothrix
Abrothrix — рід мишоподібних ссавців з родини хом'якових. 

## Морфологічна характеристика
Ці гризуни досягають довжини тулуба й голови від 7 до 14 сантиметрів, хвоста – від 5 до 10 сантиметрів. Вага від 15 до 60 г. Волосяний покрив зверху темно-сірий чи коричневий, знизу білуватий чи світло-коричневий. Ніс або все обличчя може бути червонуватого або оранжевого кольору.

## Середовище проживання
Живуть у Південній Америці від центральної частини Перу до Вогняної Землі. Середовищем проживання є ліси, луки та болота, вони трапляються на висотах до 5600 метрів.

## Спосіб життя
Це всеїдні тварини, які харчуються комахами, насінням, фруктами та грибами. Самиці народжують від одного до восьми дитинчат від двох до трьох разів на рік.

## Види
1. Abrothrix andina
2. Abrothrix gossei
3. Abrothrix hirta
4. Abrothrix illutea
5. Abrothrix jelskii
6. Abrothrix lanosa
7. Abrothrix longipilis
8. Abrothrix manni
9. Abrothrix olivacea
10. Abrothrix sanborni
11. Abrothrix xanthorhina